# Sutomore
Sutomore er en by, som ligger ved Montenegros kyst. Byen og omegnen har over 3.000 indbyggere og ligger ikke langt fra byen Bar.
Byen opstod i 1882, da fiskerne begyndte at slå sig ned ved selve kysten.
- Wikimedia Commons har flere filer relateret til Sutomore